# Pascal Trépanier
Pascal Trépanier (* 4. September 1973 in Gaspé, Québec) ist ein ehemaliger kanadischer Eishockeyspieler, der im Verlauf seiner aktiven Karriere zwischen 1990 und 2012 unter anderem 231 Spiele für die Colorado Avalanche, Mighty Ducks of Anaheim und Nashville Predators in der National Hockey League (NHL) auf der Position des Verteidigers bestritten hat. Darüber hinaus absolvierte Trépanier weitere 400 Partien für die Nürnberg Ice Tigers, Adler Mannheim und Krefeld Pinguine in der Deutschen Eishockey Liga (DEL). Mit den Adler Mannheim gewann er im Jahr 2007 die Deutsche Meisterschaft.

## Karriere

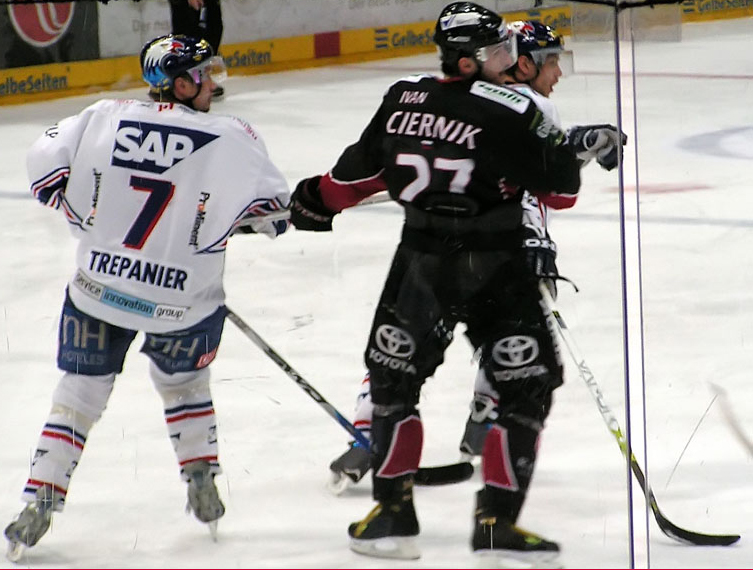
Trépanier (links) im Trikot der Adler Mannheim (2008)

Trépanier  begann seine Profikarriere im Sommer 1994 in der East Coast Hockey League (ECHL) bei den Dayton Bombers, nachdem er zuvor vier Spielzeiten in der kanadischen Nachwuchsliga Ligue de hockey junior majeur du Québec (LHJMQ) auf dem Eis gestanden hatte. Dort war er für die Olympiques de Hull, Draveurs de Trois-Rivières und Faucons de Sherbrooke in über 200 Partien aktiv gewesen. Sein weiterer Weg führte den Verteidiger von den Kalamazoo Wings in der International Hockey League (IHL) in die American Hockey League, in der er ab Saison 1995/96 seine Schlittschuhe dauerhaft für die Cornwall Aces. Die Aces waren das Farmteam der Colorado Avalanche aus der National Hockey League (NHL), die den ungedrafteten Free Agent im August 1995 verpflichtet hatte. Ab der Spielzeit 1996/97 lief er für Colorados neuen AHL-Kooperationspartner Hershey Bears auf, mit dem er noch im selben Spieljahr den Calder Cup gewann.
In der Saison 1997/98 sammelte der 1,80 m große Abwehrspieler erste NHL-Erfahrung für die Avalanche. Dabei gelang ihm in 15 Spielen ein Assist. In den folgenden drei Spielzeiten stand Trépanier für die Mighty Ducks of Anaheim auf dem Eis, nachdem ihn diese im NHL Waiver Draft ausgewählt hatten. Vor der Saison 2001/02 kehrte der Kanadier als Free Agent zur Avalanche zurück. Nach einem gescheiterten Engagement bei den Nashville Predators in der Saison 2002/03, für die er nur einmal spielte, kam Trépanier – auch nach dem Transfer für Wade Flaherty zu den Florida Panthers im März 2003 und der späteren Free-Agent-Verpflichtung durch die Tampa Bay Lightning – wieder ausschließlich in der AHL zum Einsatz, bis er 2004 zu den Nürnberg Ice Tigers in die Deutsche Eishockey Liga (DEL) wechselte.
Obwohl er mit den Ice Tigers das Playoff-Viertelfinale erreichte, verließ Trepanier Deutschland nach einem Jahr wieder, um sein Glück in der Schweiz zu versuchen. Dort konnte er sich letztlich nicht durchsetzen und wechselte so nach nur einer Saison beim Schweizer Nationalligisten SC Bern und einem kurzen Engagement beim EHC Biel in der Nationalliga B (NLB) zurück in die DEL zu den Adler Mannheim. Mit den Adlern gewann der Abwehrspieler in der Spielzeit 2006/07 die Deutsche Meisterschaft. Er spielte noch drei weitere Jahre bei den Adlern, ehe er zur Spielzeit 2010/11 zum Ligakonkurrenten Krefeld Pinguine abwanderte. Am Ende der Saison 2011/12 beendete der 38-Jährige seine aktive Karriere.

## Erfolge und Auszeichnungen
| - 1997 Calder-Cup-Gewinn mit den Hershey Bears - 1997 AHL Second All-Star Team - 1998 Teilnahme am AHL All-Star Classic | - 2005 Teilnahme am DEL All-Star Game - 2006 Meister der NLB mit dem EHC Biel - 2007 Deutscher Meister mit den Adler Mannheim |

## Karrierestatistik
(Legende zur Spielerstatistik: Sp oder GP = absolvierte Spiele; T oder G = erzielte Tore; V oder A = erzielte Assists; Pkt oder Pts = erzielte Scorerpunkte; SM oder PIM = erhaltene Strafminuten; +/− = Plus/Minus-Bilanz; PP = erzielte Überzahltore; SH = erzielte Unterzahltore; GW = erzielte Siegtore; 1 Play-downs/Relegation; Kursiv: Statistik nicht vollständig)